# 1892 en Lorraine
Chronologie de la Lorraine
- 1888
- 1889
- 1890
- 1891
- 1892
- 1893
- 1894
- 1895
- 1896

Cette page est une liste d'événements qui se sont produits durant l'année 1892 en Lorraine.

## Événements

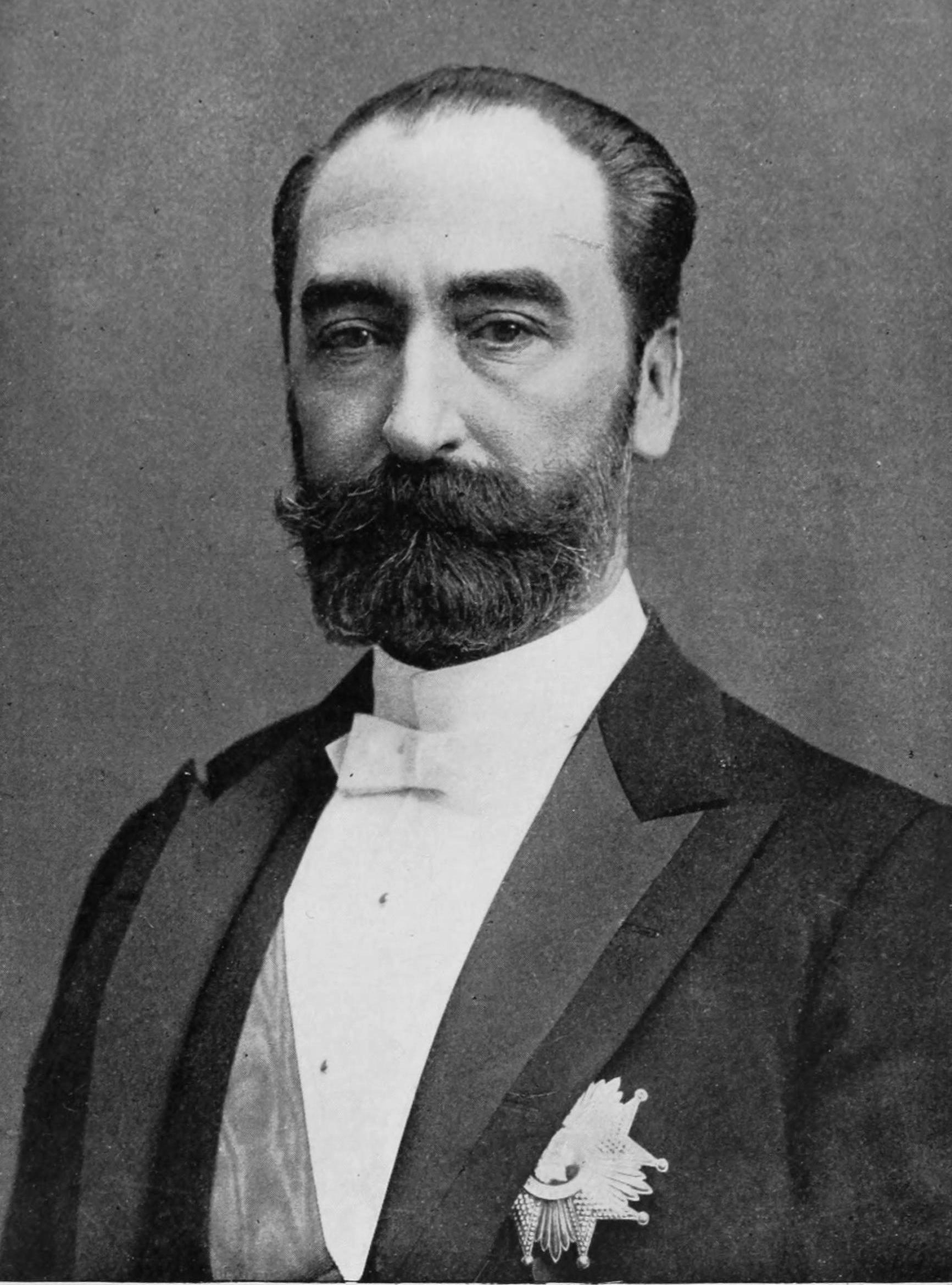
Sadi Carnot, Président de la République française.

- Nancy devient le chef-lieu du 20e corps d'armée.
- Ouverture de l'École supérieure de brasserie, de malterie et de biochimie appliquée de la faculté des sciences de Nancy .
- Louis Ganne écrit la Marche lorraine pour la XVIIIe Fête fédérale de la gymnastique de France, qui s’est déroulée les 5 et 6 juin 1892 à Nancy, ainsi que pour la venue du Président français Sadi Carnot[1],[2].
- 5, 6 et 7 juin : les fêtes de Nancy. La visite du président Sadi Carnot[3] est l'occasion de fêtes fastueuses. À cette occasion, le Grand-duc Alexis de Russie se rend à Nancy pour rencontrer le président français[4],[2].
- Création de l'Association des artistes lorrains à l'initiative de Charles Louis Gratia, pastelliste de renommée originaire de Rambervillers.

## Naissances
- Theodor Eicke (décédé en 1943), né à Hampont en Moselle. Dirigeant nazi, notamment connu pour avoir été présent lors de l’assassinat d’Ernst Röhm au cours de la nuit des Longs Couteaux. SS-Obergruppenführer, il commandait la 3e Panzerdivision SS Totenkopf de la Waffen-SS et fut l’un des responsables de la création et de l’organisation des camps de concentration. Theodor Eicke fut tué au cours d’une opération militaire de reconnaissance aérienne au-dessus de l'Ukraine.
- Émile Malespine (Nancy, Meurthe-et-Moselle, 1892 - Paris, 1953), médecin psychiatre qui dirige de 1922 à 1928 la revue suridéaliste Manomètre.
- 2 janvier : Émile Just Bachelet, mort en 1981 à Aix-en-Provence, sculpteur français.
- 14 janvier à Rohrbach-lès-Bitche : Franz Dahlem  (décédé le 17 décembre 1981 à Berlin), est un homme politique et résistant allemand.
- 30 janvier à Rambervillers : Max Raymond Emile Aron, mort à 10 novembre 1974 à Strasbourg , médecin et biologiste français, professeur d'histologie à la Faculté de médecine de Strasbourg, considéré comme le co-découvreur de la thyréostimuline.
- 26 février à Lunéville : Maurice Baumont, mort à Paris le 12 juin 1981, historien français, spécialiste de l'histoire de l'Allemagne et de la France au temps la Troisième République.
- 31 mars à Chateau-Salins : Friedrich Weber (décédé le 2 septembre 1974 à Deggendorf), général allemand de la Seconde Guerre mondiale. Officier dans la Wehrmacht, il fut l'un des premiers à recevoir la croix de chevalier de la Croix de fer en 1940. Il reçut également, en 1959, la croix d'officier de l'ordre du Mérite de la République fédérale d'Allemagne.
- 20 juin à Nancy : Emmanuel de Mitry[5], décédé à Paris le 10 mai 1983, chef d'entreprises français, membre de la Chambre de commerce et d'industrie de la Moselle.
- 21 juin
  - à Metz : Ernst Schreder (décédé en 1941), général allemand de la Seconde Guerre mondiale. Il fut notamment commandant des 405e et 254e régiments d'infanterie en 1940 et 1941.
  - à Nancy : Emmanuel de Mitry, décédé à Paris le 10 mai 1983, est un chef d'entreprises français, membre de la Chambre de commerce et d'industrie de la Moselle.
- 25 juin à Épinal : René Abrard, mort à Gien le 27 janvier 1973, géologue français.
- 27 juin à Nancy : Paul Hubert Colin, mort le 18 juin 1985 à Nogent-sur-Marne, est un artiste peintre, dessinateur, costumier, scénographe et affichiste français, l'un des plus novateurs et influents de la première partie du XXe siècle.
- 1er juillet à Bruyères : Jean Lurçat, peintre, céramiste et créateur de tapisserie français[6], mort à Saint-Paul-de-Vence le 6 janvier 1966.
- 3 juillet à Nancy : Émile Marius Malespine, décédé à Paris le 25 mars 1952[7], médecin, psychiatre, écrivain, peintre, théoricien, éditeur, poète, homme de théâtre, de cinéma et de radio, concepteur de mobilier. Méconnu, il fait partie des figures qui véhiculent, à Lyon, le mouvement avant-garde du début du XXe siècle.
- 13 juillet à Nancy : André Boursier-Mougenot, mort le 11 février 1971, peintre figuratif, illustrateur, auteur, photographe et cinéaste qui a travaillé à Paris et à Nancy puis à Grasse. Il est le père du plasticien et historien des jardins Ernest Boursier-Mougenot, ainsi que le grand-père du plasticien Céleste Boursier-Mougenot.
- 12 août à Metz : Ludwig Bieringer (décédé le 22 janvier 1975 à Hanovre), général allemand de la Seconde Guerre mondiale. Il fut responsable de l’approvisionnement du Groupe d'armées A de juin 1942 à avril 1943.
- 9 septembre : Erich Knitterscheid (décédé en 1981) était un haut fonctionnaire du ministère allemand de la Défense. Generalintendant durant la Seconde Guerre mondiale, il dirigea le département V 6 de l'OKH.
- 12 septembre à Lunéville : Étienne Bach (1892 - 1986)[8]  personnalité protestante française qui a partagé sa vie active entre une carrière militaire, une carrière pastorale,  et l'animation d'un mouvement international pour la paix qu'il crée en 1923 sous l'appellation "les Chevaliers du Prince de la Paix". Pendant la Seconde Guerre mondiale, il a également été résistant et engagé dans le sauvetage des juifs persécutés.
- 16 septembre à Forbach : August Hoff (décédé en 1971), historien de l'Art allemand du XXe siècle. Il dirigea les Kölner Werkschulen de 1946 à 1957.
- 13 décembre à Metz : Eduard Karl Spiewok (décédé le 12 mai 1951) est un homme politique allemand du Troisième Reich. Il fut député du Parti national-socialiste des travailleurs allemands, au Reichstag, de 1933 à 1939.

## Décès

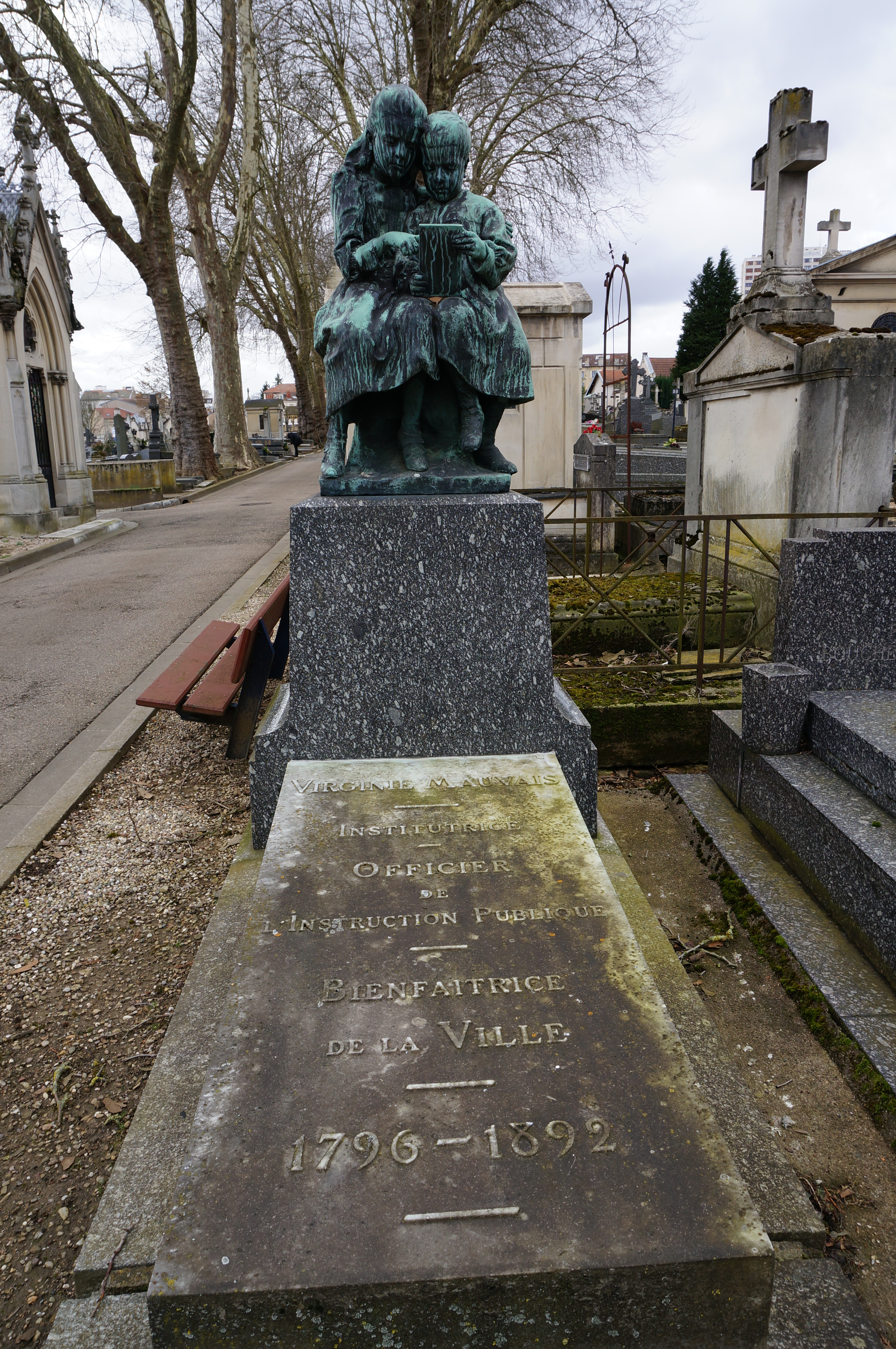
Sépulture de Virginie Mauvais.

- 13 janvier à Nancy : Victor-Charles-Maurice de Foblant, né le  5 février 1817 à  Dieuze,  militaire et homme politique français.
- 27 juin à Nancy : Virginie Mauvais, née le 2 août 1797 à Nancy, institutrice puis inspectrice des écoles municipales.
- 15 septembre à Nancy : Léon Poincaré, médecin et anatomiste français[9], né le 16 août 1828 à Nancy (Meurthe-et-Moselle)[10],[11]. Il est le père du mathématicien Henri Poincaré, le beau-père du philosophe Émile Boutroux et l'oncle du président de la République Raymond Poincaré.